# Видовое отличие
Видовое отличие — существенный признак какой либо вещи.
Видовые отличия в первую очередь делятся на те, которые образуют вид, либо которые в привходящем могут изменять предмет. А уже впоследствии, те видовые отличия которые образуют вид делятся на общие и наиболее существенные. Так «двуногое» является общим видообразующим видовым отличием для человека и птицы, однако уже «разумное» и «крылатое» разделяют двуногое и образовывают человека или птицу.
Иными словами, видовое отличие это то, что находится только в одном роду и сказывается о виде. Видовое отличие может существенным образом изменять предмет (то есть не как акциденция).